# Расколы в КПРФ
За свою историю КПРФ претерпела ряд расколов. В частности, от КПРФ отделились ВКПБ и ОКП. Также были другие, более мелкие расколы.

## События 2002—2004 годов
В 2002 году после конфликта с думской фракцией «Единства» КПРФ решила освободить занимаемые руководящие должности в Госдуме. Спикер Думы Г. Селезнёв, председатели думских комитетов Н. Губенко и С. Горячева не подчинились этому решению и были исключены из фракции и партии. Николай Губенко вскоре восстановился в КПРФ.
В 2004 году после исключения из партии главы НПСР Г. Семигина оппозицию Геннадию Зюганову как руководителю КПРФ возглавил секретарь ЦК КПРФ, губернатор Ивановской области Владимир Тихонов. В результате 1 июня 2004 года в Москве прошли два XVI Пленума ЦК КПРФ, а 3 июля — два X съезда партии. Проведённый оппонентами Зюганова съезд Министерство юстиции позже признало нелегитимным. Владимир Тихонов вместе со своими сторонниками (С. Потапов, Л. Иванченко, Т. Астраханкина) был исключён из КПРФ, создал новую коммунистическую партию — Всероссийскую Коммунистическую партию будущего — и занял в ней пост председателя политбюро ЦК.
После раскола члены ВКПБ в своих программных выступлениях так пояснили причину произошедшего:

Наибольший вред коммунистическому движению России в её постсоветской истории, принесло прямое предательство интересов трудящихся целым рядом руководителей крупнейшей в России на тот момент партии. Прикрывшись социалистическими лозунгами, эти руководители на деле подменили коммунистическую идеологию на реакционную, не имеющую с социализмом ничего общего. Карл Маркс назвал подобную идеологию, в которой смешаны идеи пещерного социализма и религии, патриархальная риторика и националистические установки — «реакционным социализмом». Это течение, разоблачая очевидные проблемы сегодняшнего криминального капитализма, ищет, в то же время, свой идеал в патриархальности. Его ориентиры — слияние «белого» и «красного», «общинность, соборность, народность», великодержавность, отказ от интернационализма, заигрывание с церковью. Их идеологическая опора — традиции славянофильства, русских религиозных и белоэмигрантских философов. Играя на оскорблённых социальных и национальных чувствах русского народа, это направление серьёзно дискредитирует коммунистическое движение и создаёт питательную почву для заражения его национал-коммунизмом.

Несмотря на подчёркивание марксистско-ленинской идеологии в программе ВКПБ, аналитики считали эту партию «кремлёвским проектом» олигарха Семигина с целью раскола коммунистической оппозиции в России. Однако этот план потерпел неудачу. В июле 2005 года ВКПБ лишилась регистрации.

## События 2008—2011 годов
В сентябре 2008 года на партийной конференции городской организации КПРФ Санкт-Петербурга член президиума ЦК Святослав Сокол не был избран в горком и делегатом XIII съезда партии, не был рекомендован в ЦК. После этого ЦКРК КПРФ во главе с В. С. Никитиным обвинила руководство горкома в формировании фракционной идеологии и нарушении норм устава КПРФ при подготовке и проведении городской отчётно-выборной конференции, и предложила Президиуму ЦК распустить горком, и отменить полномочия делегатов на съезд. 13 ноября 2008 года Президиум ЦК принял данное решение 8 голосами против 6 (зампред ЦК КПРФ И. И. Мельников, А. К. Фролов, Б. С. Кашин, В. А. Купцов, О. А. Куликов, С. Н. Решульский). В числе проголосовавших «За» был сам С. Сокол.
Таким образом, впервые за всю историю партии, начиная от РСДРП(б), делегаты от Санкт-Петербурга не попали на съезд. Своё возмущение роспуском горкома Б. С. Кашин выразил в статье «Контрольный выстрел перед съездом».

…Президиум создал Организационный комитет по проведению новой конференции под руководством В. Ф. Рашкина, Ю. П. Белова и В. С. Романова. В. И. Фёдорову было предложено передать дела Оргкомитету. Решение было принято после острой дискуссии. В выступлениях подчёркивалось, что, встав на такой путь, Президиум превышает свои полномочия и безосновательно ставит под сомнение волеизъявление ленинградских коммунистов. Минимальный перевес в голосах (8 на 6) был достигнут не только за счёт давления на членов Президиума. Сработал ещё один фактор, объединивший большинство: главным проступком, а может быть, и личным оскорблением со стороны В. И. Фёдорова ряд участников заседания посчитал невыполнение рекомендации Центра об избрании члена Президиума ЦК КПРФ С. М. Сокола членом горкома КПРФ и делегатом XIII съезда партии. Наиболее чётко эту мысль выразил один из членов Президиума, вспомнивший о своей работе в орготделе ЦК КПСС. По его словам, в то время «после таких ошибок на работе не оставляли».

Летом 2009 года на пленуме ЦК КПРФ была рассмотрена апелляция исключённых членов КПРФ. По словам В. И. Фёдорова открытым голосованием 30 членов ЦК (из 140 присутствовавших) было принято решение дискуссию по данному вопросу не открывать. Пленум проголосовал за отклонение апелляций. На XXXIV Съезде СКП-КПСС председатель КРК СКП-КПСС А. В. Свирид охарактеризовал действия исключённых, как «показательную спецоперацию агентуры буржуазии», указав, что по его мнению, кроме действий, предусмотренных уставом КПРФ, настоящие коммунисты могли бы также обратиться «в контрольно-ревизионную комиссию СКП-КПСС за защитой».
Данные события широко обсуждались внутри партии, в частности на форуме сайта МГК КПРФ. 24 января 2009 года Председатель ЦКРК В. С. Никитин представил эти обсуждения, как «факт координации действий фракционной группы уже в рамках трёх Интернет-сайтов: лжесайта КПРФ, руководимого Барановым, лжесайта „Коммунисты Санкт-Петербурга“ и форума официального сайта московского горкома КПРФ Comstol.ru.». 27 января 2009 года постановлением Бюро МГК КПРФ форум был приостановлен «по техническим причинам», «вплоть до особого решения». Особое решение состоялось через год, 15 февраля 2010 года, когда было решено сайт comstol.ru заменить редиректом на moskprf.ru, а Первому секретарю МГК КПРФ В. Д. Уласу был объявлен выговор за «противодействие борьбе ЦКРК с нарушителями программных установок». 12 мая 2010 года, события получили дальнейшее развитие: В. Д. Улас был снят с поста секретаря МГО КПРФ, а всё бюро МГК было распущено. Сторонники ранее снятого В. Фёдорова заявили, что «Президиум ЦК КПРФ, разгоняя законно избранное московскими коммунистами бюро горкома, грубо нарушил Устав».
4 июля 2010 года ЦК КПРФ опубликовал постановление о роспуске Московского городского комитета КПРФ. Были также распущены все окружные и часть старых районных отделений КПРФ в Москве, вместо которых были образованы новые, более крупные. Все решения о выборе делегатов на конференцию в Москве, принятые этими организациями, также были отменены. Противники этой реорганизации объявили о фальсификации пленума ЦК, а 17 апреля 2011 года 43-я чрезвычайная конференция Московского городского отделения КПРФ, собранная по инициативе более трети членов организации, выразила недоверие высшему руководству партии. Отдельные участники конференции указывали, что на мероприятии не было кворума, а подписные листы в поддержку инициативы членов КПРФ о проведении конференции не были переданы в ЦК КПРФ, что «даёт Зюганову право признать конференцию нелегитимной». В заявлении, принятом конференцией, указывалось на антиуставные действия Президиума ЦК и Оргкомитета ЦК по МГО КПРФ при проведении отчётной кампании, на необоснованные роспуски Бюро и Городского комитета, исключения из партии отдельных коммунистов. «Погром МГО КПРФ, — отмечалось в заявлении, — последовал за аналогичными действиями в отношении Ленинградской, Челябинской, Красноярской, Ставропольской и ряда других организаций». Конференция сформировала альтернативный состав городского комитета КПРФ; были избраны секретари МГК (первым секретарём стал Лакеев), КРК (председатель С. В. Никитин) и Бюро МГК КПРФ в составе 14 человек, в число которых вошёл Е. К. Лигачёв. Признаваемый центральными органами Московский городской комитет во главе с Рашкиным В. Ф. объявил все решения и документы данной конференции недействительными, а также постановил исключить из КПРФ некоторых участников конференции. Сторонники ЦК КПРФ характеризовали избранный на конференции 17 апреля 2011 г. состав горкома как неуставный и представляющий меньшинство московских коммунистов. Достичь компромисса между коммунистами Москвы и руководством КПРФ не удалось, и в 2013 году МГО КПРФ приступил к созданию самостоятельной партии, которая получила название Объединённой коммунистической партии (ОКП). Проведение учредительного съезда ОКП (15 марта 2014 года) поставило точку в истории противостояния ЦК и альтернативного МГО КПРФ.
На заседании Президиума ЦК КПРФ от 12 мая 2010 г., параллельно с роспуском бюро МГК, был также снят с поста первый секретарь Челябинского обкома Горбачёв В. И., и первый секретарь Магнитогорского горкома Ковалев А. Ф. В постановлении снятие мотивировано поддержкой члена Генсовета партии «Единая Россия» при утверждении в Челябинском заксобрании кандидатуры на должность губернатора области, при этом известен аналогичный случай поддержки региональными депутатами от КПРФ губернатора Мишарина. Также в постановлении указаны недостатки внутрипартийной работы. Сами сторонники снятых секретарей мотивировали действия Президиума ЦК КПРФ отказом в поддержке бизнесмена В. Кумина и утверждали, что к последующим выборам секретаря не допустили часть делегатов.
С финансовой точки зрения «чистки» двух региональных отделений КПРФ не оказали почти никакого влияния на партию. Как отмечает Ю. Г. Коргунюк, при значительном объёме государственного финансирования, получаемого КПРФ, те деньги, которые перечисляли московское и ленинградское отделения, не превышали 1 % доходов КПРФ.

## Новое «ленинградское дело»
В 2008 году в Санкт-Петербургском городском отделении КПРФ сформировалась оппозиция её первому секретарю Фёдорову. Эту оппозицию возглавили бывшие лидеры коммунистов региона Ю. П. Белов и С. М. Сокол. С некоторого момента работа городского комитета партии, возглавляемого Фёдоровым, стала подвергаться критике со стороны ряда руководителей КПРФ, президиума ЦК и ЦКРК. Некоторые районные комитеты партии эту критику поддержали, однако большая часть коммунистов города осталась на стороне Фёдорова.
На проходившей в октябре 2008 года VII отчётно-выборной конференции городского отделения противостояние перешло в открытую фазу. На этой конференции линию главы коммунистов города Фёдорова поддержало примерно 2/3 делегатов; его единомышленники получили большинство в горкоме и Контрольно-ревизионной комиссии, а также были избраны делегатами предстоящего XIII съезда КПРФ (прошёл в Москве 29—30 ноября 2008 года). Поскольку С. М. Сокол (на тот момент член президиума ЦК КПРФ), также внесённый в списки для тайного голосования по выборам делегатов съезда и членов горкома, достаточного числа голосов не получил, его сторонники обвинили Фёдорова в фальсификации итогов голосования, проголосовали против утверждения протоколов счётной комиссии и направили жалобу в ЦК.
Наличие на стороне В. И. Фёдорова большинства в 2/3 коммунистов города подтверждается в официальном постановлении XXIII Пленума ЦКРК КПРФ (17 октября 2008 года) «О нарушении партийных норм в ходе подготовки и проведения VII отчётно-выборной конференции…», где обвиняя Фёдорова в том, что он «руководствуется в принятии решений формальной, а не диалектической логикой, свойственной марксизму-ленинизму», пленум встаёт на защиту ущемлённых прав «семи райкомов, объединяющих более сорока процентов коммунистов городского отделения».
13 ноября 2008 года Президиум ЦК КПРФ рассмотрел жалобы руководителей городской парторганизации, не получивших поддержки при голосовании на конференции. Встав на сторону С. М. Сокола и других заявителей, этот вышестоящий орган отменил её результаты, однако не полностью, а лишь в части выборов горкома, КРК и делегатов съезда. Данное решение было принято 8 голосами против 6. В числе проголосовавших «За» был сам С. М. Сокол, в числе проголосовавших против — зампред ЦК КПРФ И. И. Мельников, а также А. К. Фролов, Б. С. Кашин, В. А. Купцов, О. А. Куликов, С. Н. Решульский..
Фактически отстранив Фёдорова от руководства городской парторганизацией, президиум ЦК назначил временный Оргкомитет по подготовке новой конференции и управлению коммунистами регионального отделения. Руководителем этого оргкомитета был назначен депутат Государственной думы, секретарь ЦК КПРФ по оргработе В. Ф. Рашкин.
Однако противостояние на этом не завершилось, и конфликт лишь усилился. Анализ прошедших в январе 2009 года районных конференций показал, что сторонники Фёдорова всё равно составляют большинство в городском комитете партии. Чтобы не допустить этого, Президиум ЦК ликвидировал три районных отделения КПРФ и отменил решения о выборе делегатов на городскую конференцию, что обеспечило арифметическое превосходство сторонников Сокола над сторонниками Фёдорова. При видоизменённом таким образом соотношении сил первым секретарём горкома был избран С. М. Сокол, ранее уже занимавший эту должность до Фёдорова (с 22 февраля 2003 по октябрь 2004 года). Самого В. И. Фёдорова, а также двух его наиболее активных сторонников — бывшего кандидата в члены ЦК КПРФ, бывшего руководителя идеологической комиссии горкома М. С. Молодцову и бывшего руководителя объединенного информационно-аналитического управления горкома и фракции КПРФ в Законодательном собрании Санкт-Петербурга С. Б. Борзенко — Президиум ЦК вообще исключил из партии.
В соответствии с уставом исключённые из партии Фёдоров, Борзенко и Молодцова подали апелляцию в ЦК. Тем же уставным порядком обратились в высшие органы партии по поводу снятия наложенного на них взыскания (строгого выговора) и первые секретари трёх райкомов (районных отделений) КПРФ, которые были ликвидированы предыдущим решением Президиума ЦК. Эти заявления рассмотрел состоявшийся в июле 2009 года очередной Пленум ЦК КПРФ. В зал заседаний пленума заявители допущены не были; прения по данному вопросу пленум открывать отказался, и таким образом апелляции остались без рассмотрения. Таким образом, в соответствии с внутрипартийным регламентом КПРФ решение об исключении из партии Борзенко и других коммунистов города вступило в силу.
Политическим взглядам, публикациям и действиям Борзенко было уделено особое место в обосновывающих необходимость принятия жёстких мер в отношении коммунистов Санкт-Петербурга материалах ЦКРК и президиума ЦК КПРФ, выступлениях некоторых руководителей партии в СМИ. Будучи исключён из партии Президиумом ЦК КПРФ, Борзенко дал несколько нашумевших интервью, в которых фактически объявил о начале борьбы за «оздоровление КПРФ», выходящей за пределы одного только Санкт-Петербургского отделения партии.
Данный эпизод, получивший (по аналогии с «Ленинградским делом» конца 1940-х годов) название «Ленинградское дело» в КПРФ, стал очередным, редким инцидентом в истории коммунистической партии в СССР и России, связанным с исключением из партии, осуществляемым непосредственно её высшим руководящим органом в отношении высших руководителей одной из крупнейших региональных организаций страны и её структурных подразделений. В результате впервые за всю историю партии, начиная от РСДРП(б), делегаты от города-«колыбели Октябрьской революции» не попали на её съезд.

## События 2013 года
27 марта из КПРФ вышли 14 членов Приволжского районного отделения в Татарстане, по причине перерождения, с их точки зрения, верхушки партии. 13 апреля Казанское городское отделение ТРК КПРФ на конференции приняло решение в полном составе покинуть партию по причине «полного отхода КПРФ от идейно-теоретических, морально-нравственных и методологических основ марксизма-ленинизма» и создать «Союз коммунистов».
25 апреля 2013 г. в городе Саратов, в основном члены Октябрьского районного отделения члены КПРФ, возмущённые политикой руководства КПРФ, которую они сочли антикоммунистической, собрались для обсуждения нынешнего положения дел в Саратовском городском отделении и партии в целом. В итоге было принято решение временно создать Саратовский городской комитет КПРФ-А (альтернативный). Изначально было принято решение соблюдать Устав КПРФ 1998 года в текущей редакции. Часть участников затем осталась в КПРФ, другие были исключены из партии и сформировали саратовское областное отделение партии «Коммунисты России».